# Барлоу, Берт
Ге́рберт (Берт) Ба́рлоу (англ. Herbert "Bert" Barlow; 22 июля 1916, Kilnhurst, Йоркшир и Хамбер — 19 марта 2004, Колчестер, Восточная Англия) — английский футболист.

## Карьера
Берт — воспитанник команды «Силвервуд Кольери». В 1935 году дебютировал в профессиональном футболе за «Барнсли». После двух лет в клубе, перешёл в «Вулверхэмптон», за который, однако, провёл лишь три игры, и отправился в «Портсмут», в котором стал основным игроком. Всего за «волков» сыграл 104 матча и забил 34 мяча.

## Достижения
«Портсмут»
- Победитель Первого дивизиона Футбольной лиги: 1948/49
- Обладатель Кубка Англии: 1938/39